# Кутаново
Кута́ново (баш. Ҡотан) — деревня в Бурзянском районе Республики Башкортостан Российской Федерации. Входит в состав Иргизлинского сельсовета.

## География

### Географическое положение
Находится на берегу реки Белой.
Расстояние до:
- районного центра (Старосубхангулово): 47 км,
- центра сельсовета (Иргизлы): 3 км,
- ближайшей железнодорожной станции (Белорецк): 180 км.

## Население
| 2002 | 2009 | 2010 |
| ---- | ---- | ---- |
| 311  | ↗361 | ↘317 |

### Национальный состав
Согласно переписи 2002 года, преобладающая национальность — башкиры (99 %).